# داسو میراژ ژ
داسو میراژ ژ (به انگلیسی: Dassault Mirage G) یک هواگرد ساختِ کارخانهٔ داسو اویاسیون در کشور فرانسه است . نخستین استفاده‌کنندهٔ این هواپیما نیروی هوایی فرانسه بوده‌است. این هواگرد برای نخستین بار در ۱۸ نوامبر ۱۹۶۷ میلادی مورد استفاده قرار گرفت.